# Taltal
Taltal – miasto w Chile, w regionie Antofagasta, w prowincji Antofagasta, nad Oceanem Spokojnym.